# Gabriel Horn
Gabriel Horn (* 9. Dezember 1927 in Birmingham; † 2. August 2012) war ein britischer Neurowissenschaftler.

## Leben und Werk
Horn wuchs in Birmingham auf und besuchte die Handsworth Technical School, die er mit fünfzehn Jahren verließ, um im Laden der Familie zu helfen. Nebenbei erwarb er einen Abschluss in Maschinenbau. Er studierte nach Dienst in der Royal Air Force Medizin an der Universität Birmingham mit dem Abschluss 1955 (den M.D. in Birmingham erhielt er 1965). 1956 wurde er Demonstrator für Anatomie an der Universität Cambridge, an der Lecturer und Reader wurde. 1963 war er Gastprofessor an der University of California, Berkeley. 1974 wurde er Professor für Anatomie an der Universität Bristol, an der er 1975 einen D.Sc. erhielt. 1977 war er wieder in Cambridge als Professor für Zoologie und er war von 1979 bis 1994 Leiter der Abteilung Zoologie. 1995 wurde er emeritiert. Von 1992 bis 1999 war er Master des Sidney Sussex College in Cambridge und von 1994 bis 1998 Deputy Vice Chancellor der Universität. Er war sowohl Fellow des Sidney Sussex College als auch des King’s College.
Er forschte auf vielen Gebieten der Neurowissenschaften wie Wahrnehmung, selektive Aufmerksamkeit, Lernen und Gedächtnis, und er war Einer der Ersten, die die Aktivität spezifischer Neuronen mit dem Verhalten in Verbindung brachten. Er fand auch biochemische Änderungen im Gehirn, die eindeutig mit Lernen in Verbindung standen und lokalisierte einen Bereich im Gehirn eines Huhns, das dem Langzeitgedächtnis diente. Beim Huhn untersuchte er den Mechanismus der Prägung.
Von ihm stammen Berichte über Bovine spongiforme Enzephalopathie (2001) und neurowissenschaftliche Hintergründe der Drogenabhängigkeit (2008).
1986 wurde er Fellow der Royal Society, deren Royal Medal er 2001 erhielt. Er wurde 2002 geadelt, erhielt 1999 einen Ehrendoktor der Universität Birmingham und 2003 der Universität Bristol.

## Schriften (Auswahl)
- Herausgeber mit Robert A. Hinde:  Short-term Changes in Neural Activity and Behaviour, Cambridge UP 1970
- Memory, Imprinting and the Brain.  An Inquiry into Mechanisms, Clarendon Press 1985
- mit P. Bradley, B. J. McCabe: Changes in the structure of synapses associated with learning, J. Neuroscience, Band 5, 1985, S. 3161–3168
- Herausgeber mit John Krebs: Behavioural and Neural Aspects of Learning and Memory, Oxford UP 1991
  - Darin von Horn: Neural bases of recognition memory investigated through an analysis of imprinting
- Pathways of the past: the imprint of memory, Nature Review Neuroscience, Band 5, 2004, S. 108–120